# 마누엘 블룸

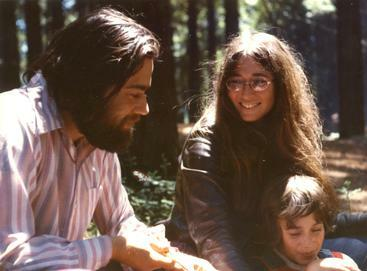
마누엘 블룸(왼쪽)과 아내, 아들 (1973년)

마누엘 블룸(Manuel Blum, 1938년 4월 26일 ~)은 베네수엘라 출신의 미국의 컴퓨터 과학자로, 1995년 "계산 복잡도 이론의 기초와 이를 암호화 및 프로그램 검사에 응용하는 데 기여한 공로"를 인정받아 튜링상을 수상했다.

## 경력
블룸은 2001년까지 캘리포니아 대학교 버클리에서 컴퓨터 과학 교수로 재직했다. 2001년부터 2018년까지는 카네기 멜론 대학교에서 브루스 넬슨 컴퓨터 과학 교수로 재직했으며, 그의 아내 레노어 블룸 역시 같은 대학교 컴퓨터 과학 교수였다.
2002년에는 미국국립과학원 회원으로 선출되었고, 2006년에는 추상 복잡도 이론, 귀납적 추론, 암호화 프로토콜, 그리고 프로그램 검사기의 이론 및 응용 분야에 기여한 공로로 미국 국립 공학 아카데미 회원으로 선출되었다.
2018년에 그와 그의 아내 레노어는 프로젝트 올림푸스의 경영 구조 변화로 인해 그녀가 책임자로서 성차별적인 대우를 받고 다른 여성들이 프로젝트 활동에서 배제되자 성차별에 항의하기 위해 카네기 멜론 대학교에서 사임했다.